# Pierre Joseph François Bosquet
Pierre François Joseph Bosquet (Mont-de-Marsan, 8 novembre 1810 – Pau, 5 febbraio 1861) è stato un generale francese, Maresciallo di Francia dal 1856.

## Biografia
Entrato all'École polytechnique nel 1829, fece parte del gruppo di allievi che partecipò all'insurrezione contro Carlo X nel 1830.
Dal 1831 al 1833, fu sottotenente alla scuola d'applicazione d'artiglieria
a Metz, dopodiché servì presso il 10º Reggimento d'artiglieria. Un anno dopo fu inviato in Algeria dove si distinse per le proprie qualità morali. Promosso capitano nel 1839, passò al 4º Reggimento d'artiglieria distinguendosi a Sidi-Lakhdar e ad Oued Mellah. Nel 1841 passò alla fanteria, e fu promosso tenente colonnello nel 1845, quindi colonnello, al comando di un reggimento di fanteria di linea, nel 1847.
A partire dal 1848, comandò successivamente i distretti di Orano, Mostaganem e Sétif, partecipando alla repressione di una insurrezione in Cabilia, dove fu ferito seriamente ad una spalla, azione che gli valse la promozione sul campo al grado di generale di brigata. A quell'epoca, con sei citazioni all'ordine del giorno dell'esercito, era uno dei generali più brillanti dell'esercito coloniale francese in Africa.
Nel 1853 tornò in Francia, dopo 19 anni d'assenza, col grado di generale di divisione.

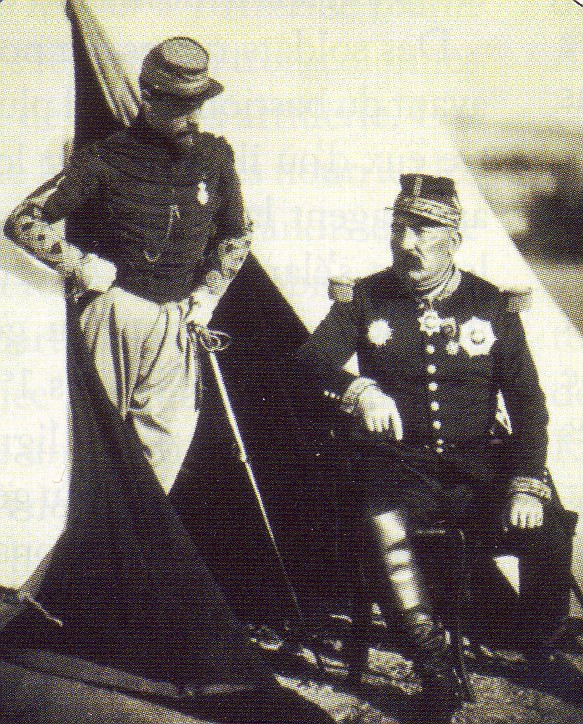
Generale Bosquet comandante del 2 corpo francese in Crimea, 1855

Bosquet fu uno dei primi scelti per partecipare alla guerra di Crimea, e con la battaglia dell'Alma la sua 2ª Divisione diede inizio all'offensiva francese.
Mentre le truppe franco-britanniche stringevano d'assedio Sebastopoli, le due divisioni del corpo d'armata da cui dipendeva Bosquet erano incaricate della loro protezione. Il suo intervento nella battaglia di Inkerman (5 novembre 1854) assicurò la vittoria alleata.
Promosso il 10 gennaio 1855 generale di corpo d'armata, prese posizione con le proprie truppe all'ala destra degli assedianti, davanti al Mamelon e alla torre di Malakoff. Condusse egli stesso le truppe alla conquista del Mamelon (7 giugno), e nel corso del grande assalto dell'8 settembre rimase alla testa delle sue truppe. Fu gravemente ferito nel corso della battaglia di Malakoff.
All'età di 45 anni Bosquet era uno dei capi militari più in vista d'Europa, divenne senatore e maresciallo di Francia, mentre la sua salute declinava rapidamente.
Nel 1858 ebbe il comando della piazza di Tolosa, ma si spense pochi anni più tardi dopo lunga malattia.
Fu decorato con l'Ordine del Bagno, con la Gran Croce della Legion d'onore, e con l'Ordine di Mejīdiyye di 1ª classe.

## Dediche
Il maresciallo Bosquet lasciò il proprio nome alla caserma di Mont-de-Marsan, in uso dal
1875 al 1998 al 6º Reggimento paracadutisti della fanteria di marina.
Nel 1864 il boulevard de l'Alma a Parigi fu chiamato avenue Bosquet in suo onore.

## Galleria d'immagini

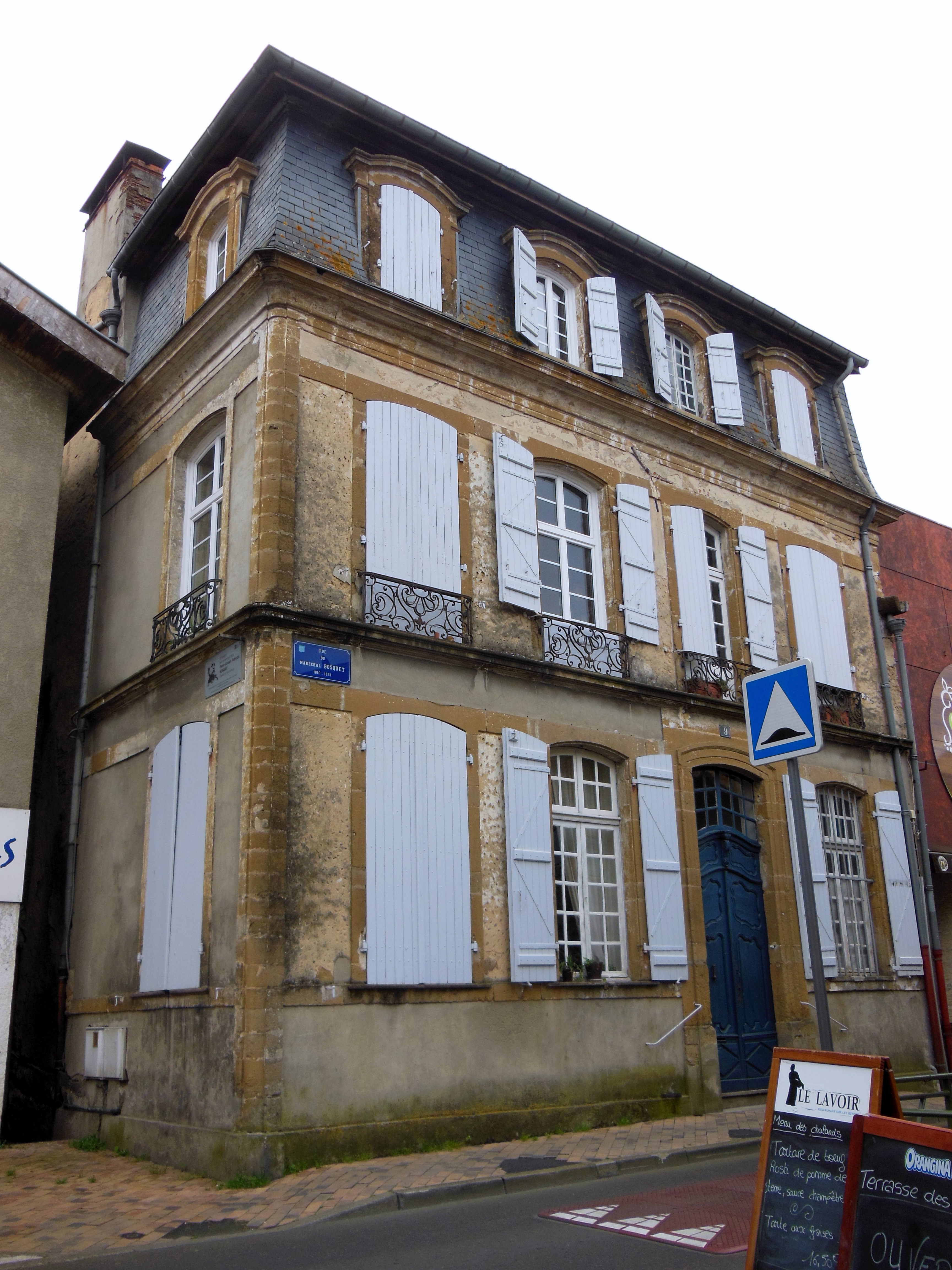
Casa natale di Pierre Bosquet a Mont-de-Marsan.
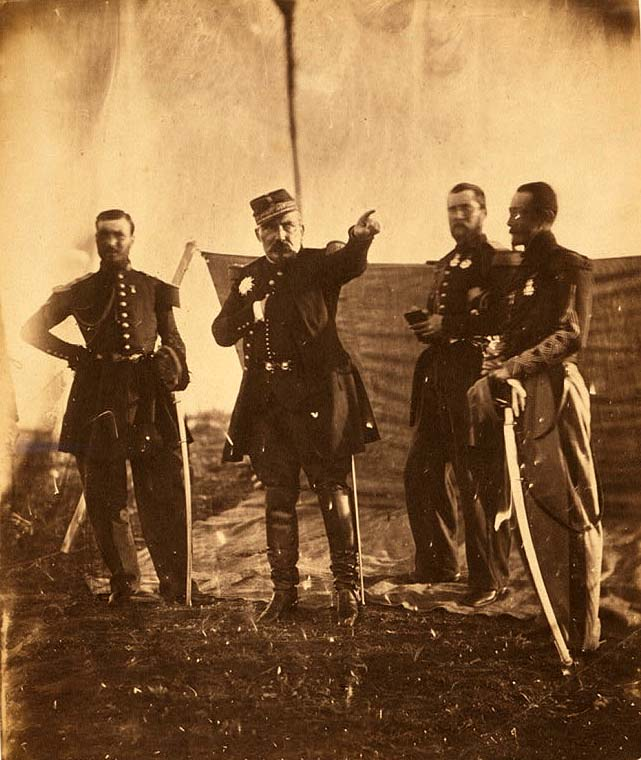
Il generale Bosquet e i suoi aiutanti di campo in Crimea nel 1855.
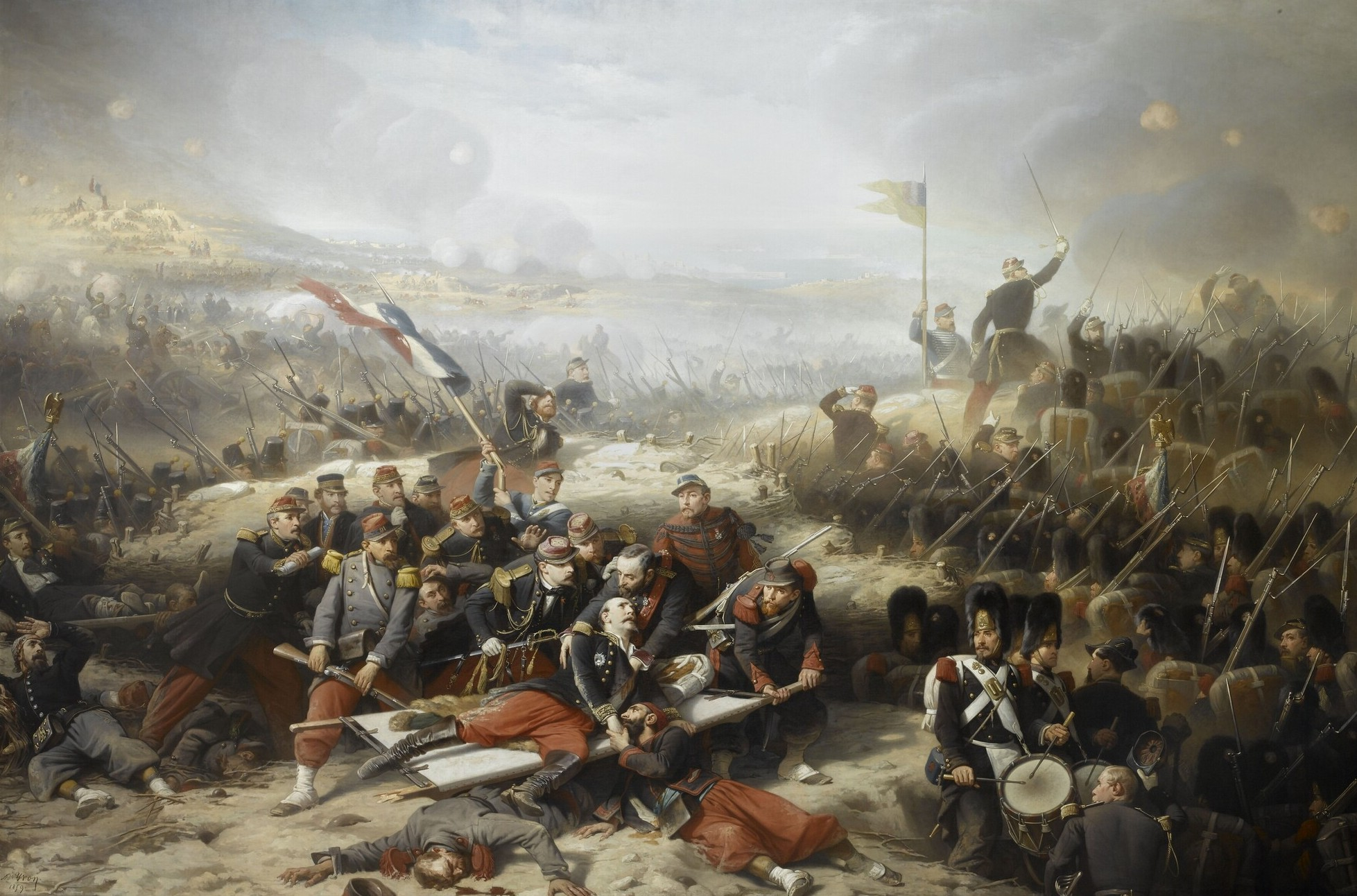
Il generale Bosquet ferito dopo l'assalto alla torre Malakoff l'8 settembre 1855.
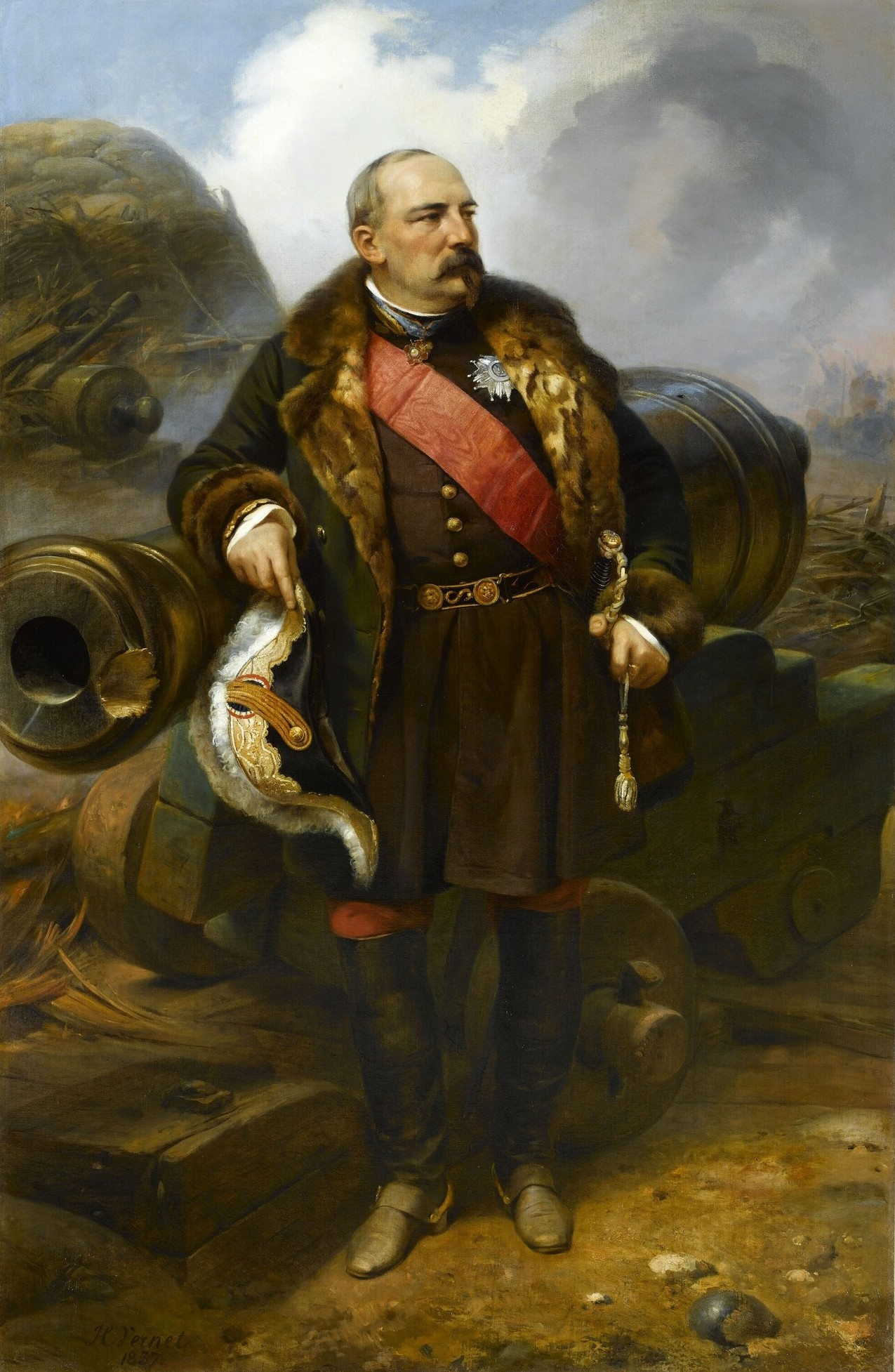
Pierre Joseph François Bosquet, maresciallo di Francia dopo la guerra di Crimea, Horace Vernet, 1857.
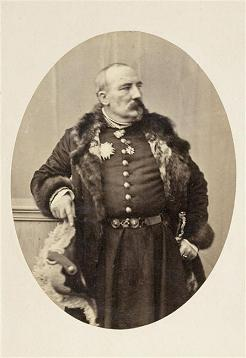
Fotografia del maresciallo Bosquet negli ultimi anni di vita.